# Tom Gugliotta
Thomas James „Tom“ Gugliotta (* 19. Dezember 1969 in Huntington Station, New York) ist ein ehemaliger US-amerikanischer Basketballspieler, der zwischen 1992 und 2005 in der NBA aktiv war.

## Karriere
Gugliotta wurde beim NBA-Draft 1992 an sechster Stelle von den Washington Bullets ausgewählt. Bereits in seinem ersten Jahr erzielte er 14,7 Punkte und 9,6 Rebounds, was ihm eine Berufung in das NBA All-Rookie First Team einbrachte. Mitten in der Saison 1994–1995 wurde er zu den Golden State Warriors transferiert. Er verließ diese jedoch zum Ende der Saison und schloss sich den Minnesota Timberwolves an. Bei den T-Wolves hatte er, an der Seite von Kevin Garnett, seine besten Jahre. 1996–1997 erzielte er 20,6 Punkte, 8,7 Rebounds und 4,1 Assists pro Spiel und wurde in das NBA All-Star Game eingeladen. 1997–1998 erzielte er wiederum 20,1 Punkte und gehörte im Sommer 1998 zu den begehrtesten Free Agents auf dem Markt. Er unterschrieb bei den Phoenix Suns. In seinem ersten Jahr konnte er noch mit 17 Punkten im Schnitt überzeugen, jedoch machten ihm immer wiederkehrende Verletzungen zu schaffen. So absolvierte er bei den Suns nie mehr als 57 Spiele in einer Saison und fiel am Ende aus der Rotation, als er in den letzten beiden Jahren nur noch 6 Punkte und 4 Rebounds im Schnitt erzielte. Die Suns transferierte daraufhin Gugliotta zu den Utah Jazz. Er verließ am Ende der Saison die Jazz und wechselte zu den Boston Celtics, die ihn wiederum nach 20 Spielen zu den Atlanta Hawks abgaben. Danach fand er kein Engagement mehr in der NBA und beendete seine Karriere.

## Auszeichnungen
- NBA All-Star 1997
- NBA All-Rookie First Team 1993